# Замаслина
Замаслина је насељено место у саставу општине Стон, Дубровачко-неретванска жупанија, Република Хрватска.

## Историја
До територијалне реорганизације у Хрватској налазила се у саставу старе општине Дубровник. Као самостално насељено место, Замаслина постоји од пописа 2011. године. Настало је издвајањем дела насеља .

## Становништво
На попису становништва 2011. године, Замаслина је имала 79 становника. За национални састав 1991. године погледати под .